# Staromlyniwka
Staromlyniwka (ukrainisch Старомлинівка; russisch Старомлыновка Staromlynowka) ist ein Dorf im Westen der ukrainischen Oblast Donezk mit etwa 3300 Einwohnern (2001).

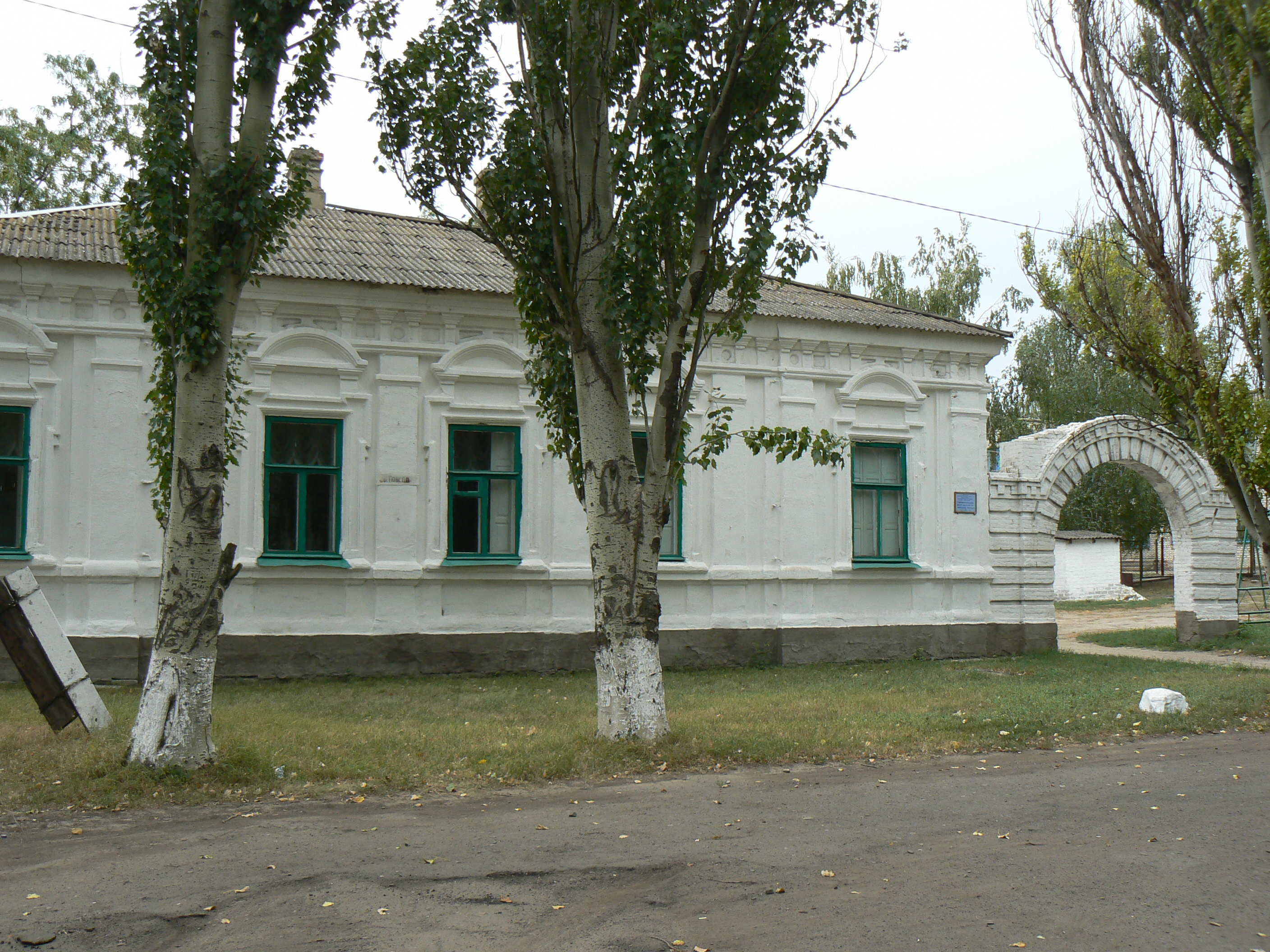
Altes griechisches Haus im Ort

Das Dorf wurde 1779 von griechischstämmigen Siedlern der Krim gegründet und hieß bis zum 7. Juni 1946 Staryj Kermentschyk (Старий Керменчик, zu deutsch Alte Mühle).
Die Ortschaft liegt nahe der Grenze zum Rajon Huljajpole der Oblast Saporischschja am Ufer des Mokri Jaly (ukrainisch Мокрі Яли), einem 147 km langen Nebenfluss der Wowtscha. Das ehemalige Rajonzentrum Welyka Nowosilka befindet sich 18 km nördlich und das Oblastzentrum Donezk 100 km nordöstlich von Staromlyniwka. Durch das Dorf verläuft die Territorialstraße T–05–18.

## Verwaltungsgliederung
Am 12. Juni 2020 wurde das Dorf zum Zentrum der neugegründeten Landgemeinde Staromlyniwka (Старомлинівська сільська громада/Staromlyniwska silska hromada). Zu dieser zählen auch die 10 in der untenstehenden Tabelle aufgelisteten Dörfer sowie die 3 Ansiedlungen Kermentschyk, Kljutschowe und Nowodonezke, bis dahin bildete es zusammen mit den Dörfern Orlynske, Saporischja, Sawitne Baschannja und Wolodyne sowie der Ansiedlung Kljutschowe die gleichnamige Landratsgemeinde Staromlyniwka (Старомлинівська сільська рада/Staromlyniwska silska rada) im Südwesten des Rajons Welyka Nowosilka.
Am 17. Juli 2020 wurde der Ort ein Teil des Rajons Wolnowacha.
Folgende Orte sind neben dem Hauptort Staromlyniwka Teil der Gemeinde:
| Name                     | Name            | Name                                |
| ukrainisch transkribiert | ukrainisch      | russisch                            |
| ------------------------ | --------------- | ----------------------------------- |
| Heorhijiwka              | Георгіївка      | Георгиевка (Georgijewka)            |
| Jalynske                 | Ялинське        | Ялынское (Jalynskoje)               |
| Jewheniwka               | Євгенівка       | Евгеновка (Jewgenowka)              |
| Kermentschyk             | Керменчик       | Керменчик (Kermentschik)            |
| Kljutschowe              | Ключове         | Ключевое (Kljutschewoje)            |
| Krasna Poljana           | Красна Поляна   | Красная Поляна (Krasnaja Poljana)   |
| Malyj Kremetschyk        | Малий Керменчик | Малый Керменчик (Maly Krementschik) |
| Nowodonezke              | Новодонецьке    | Новодонецкое (Nowodonezkoje)        |
| Nowomajorske             | Новомайорське   | Новомайорское (Nowomaiorskoje)      |
| Nowopetrykiwka           | Новопетриківка  | Новопетриковка (Nowopetrikowka)     |
| Orlynske                 | Орлинське       | Орлинское (Orlinskoje)              |
| Sawitne Baschannja       | Завітне Бажання | Завитне Бажання                     |
| Wolodyne                 | Володине        | Володино (Wolodino)                 |

## Söhne und Töchter der Ortschaft
- Wassyl Satschko (Васи́ль Ві́кторович Сачко́; * 3. Mai 1975), ukrainischer Fußballspieler und -trainer.